# Hauptinvariante
Die Hauptinvarianten eines Tensors sind die Koeffizienten seines charakteristischen Polynoms, dessen Lösungen seine Eigenwerte sind.
Die Koeffizienten eines Tensors referenzieren auf Dyaden von Vektoren, die sich ihrerseits komponentenweise bezüglich einer Vektorraumbasis darstellen lassen. Bei einem Wechsel der Basis ändern sich die Koeffizienten der Vektoren in charakteristischer Weise, nicht aber die Beträge der Vektoren. Der Betrag eines Vektors ist also invariant gegenüber einem Wechsel der Basis. In gleicher Weise sind die Hauptinvarianten des Tensors invariant gegenüber einem Wechsel der Basis, daher der Name.
Die Hauptinvarianten symmetrischer Tensoren spielen eine zentrale Rolle in der Materialtheorie. Eine wichtige Anforderung an Materialmodelle leitet sich aus dem Prinzip der materiellen Objektivität ab, demgemäß ein bewegter Beobachter immer dasselbe Materialverhalten misst wie ein ruhender. Die Bewegung eines Beobachters wird mathematisch als Wechsel des Bezugssystems und somit als Wechsel der Vektorraumbasis beschrieben. Die Hauptinvarianten sind also Größen, die alle Beobachter in gleicher Weise wahrnehmen und die daher für die Materialmodellierung geeignet sind. Beispiele für Materialmodelle, die die Hauptinvarianten benutzen, sind das Hooke'sche Gesetz, die Hyperelastizität und Plastizitätstheorie.
Die Darstellung erfolgt in drei Dimensionen für Tensoren zweiter Stufe, lässt sich aber in einfacher Weise auf mehr Dimensionen verallgemeinern.

## Definition
Gegeben sei ein Tensor zweiter Stufe T, der Vektoren aus dem Vektorraum 𝕍3 in denselben abbildet. Dann lautet sein charakteristisches Polynom:
p(λ) := det(T−λ1) = −λ3+I1λ2−I2λ+I3.
Darin ist λ eine reelle oder komplexe Zahl und die Koeffizienten I1,2,3 sind die drei Hauptinvarianten
I1 := Sp(T) = T:1
I2 := ½[Sp(T)2−Sp(T·T)] = Sp(cof(T)) = Sp(adj(T))
I3 := det(T)
Das Frobenius-Skalarprodukt „:“ von Tensoren ist definiert als
A:B := Sp(A⊤·B)
Der Kofaktor lautet in drei Dimensionen
cof(T) := adj(T)⊤ := (T·T−I1T+I21)⊤ = I3T⊤−1
wobei letztere Identität nur gilt, wenn der Tensor invertierbar ist und mithin det(T)≠0 ist.

## Berechnung der Hauptinvarianten
Für Tensoren zweiter Stufe ist die Addition und Multiplikation mit einem Skalar definiert, weshalb die Menge aller Tensoren zweiter Stufe einen Vektorraum bildet, der Vektorraumbasen besitzt, die aus Dyaden bestehen, die sich wiederum mit dem dyadischen Produkt „⊗“ zweier Vektoren berechnen. Sei 𝕍3 der Vektorraum der geometrischen Vektoren. Dann ist Lin(𝕍3,𝕍3) der Vektorraum der Tensoren zweiter Stufe, die Vektoren aus dem 𝕍3 in den 𝕍3 abbilden. Bezüglich einer Vektorraumbasis des Lin(𝕍3,𝕍3) kann jeder Tensor komponentenweise dargestellt werden und aus diesen Komponenten können die Hauptinvarianten berechnet werden, die ja unabhängig von der Wahl der Basis sind.

### Hauptinvarianten in Komponenten bezüglich der Standardbasis
Sei ê1,2,3 die Standardbasis des 𝕍3 und
{\displaystyle {\mathsf {\mathbf {T} =\sum _{i,j=1}^{3}T_{ij}{\hat {e}}_{i}\otimes {\hat {e}}_{j}={\begin{pmatrix}{\mathsf {T_{11}}}&{\mathsf {T_{12}}}&{\mathsf {T_{13}}}\\{\mathsf {T_{21}}}&{\mathsf {T_{22}}}&{\mathsf {T_{23}}}\\{\mathsf {T_{31}}}&{\mathsf {T_{32}}}&{\mathsf {T_{33}}}\end{pmatrix}}}}}
ein Tensor mit den Koeffizienten Tij bezüglich dieser Standardbasis. Dann berechnet sich
I1(T) = T11+T22+T33
I2(T) = T11T22+T11T33+T22T33−T12T21−T13T31−T23T32
I3(T) = T11(T22T33−T23T32)+T12(T23T31−T21T33)+T13(T21T32−T22T31)

### Hauptinvarianten in Komponenten bezüglich einer allgemeinen Basis
Seien {\displaystyle {\mathsf {{\vec {a}}_{1,2,3}}}} und {\displaystyle {\mathsf {{\vec {b}}_{1,2,3}}}} zwei beliebige Basissysteme des 𝕍3 und
{\displaystyle {\mathsf {\mathbf {T} =\sum _{i,j=1}^{3}T^{ij}{\vec {a}}_{i}\otimes {\vec {b}}_{j}={\begin{pmatrix}{\mathsf {T^{11}}}&{\mathsf {T^{12}}}&{\mathsf {T^{13}}}\\{\mathsf {T^{21}}}&{\mathsf {T^{22}}}&{\mathsf {T^{23}}}\\{\mathsf {T^{31}}}&{\mathsf {T^{32}}}&{\mathsf {T^{33}}}\end{pmatrix}}_{{\vec {a}}_{i}\otimes {\vec {b}}_{j}}}}}
ein Tensor mit den Koeffizienten Tij bezüglich dieser Basen. Dann berechnet sich
{\displaystyle {\mathsf {\mathrm {I} _{1}(\mathbf {T} )=\sum _{i,j=1}^{3}T^{ij}{\vec {a}}_{i}\cdot {\vec {b}}_{j}}}}
{\displaystyle {\mathsf {\mathrm {I} _{2}(\mathbf {T} )={\frac {1}{2}}\sum _{i,j,k,l=1}^{3}T^{ij}T^{kl}[({\vec {a}}_{i}\cdot {\vec {b}}_{j})({\vec {a}}_{k}\cdot {\vec {b}}_{l})-({\vec {a}}_{i}\cdot {\vec {b}}_{l})({\vec {a}}_{k}\cdot {\vec {b}}_{j})]}}}
{\displaystyle {\mathsf {\mathrm {I} _{3}(\mathbf {T} )={\begin{vmatrix}{\mathsf {T^{11}}}&{\mathsf {T^{12}}}&{\mathsf {T^{13}}}\\{\mathsf {T^{21}}}&{\mathsf {T^{22}}}&{\mathsf {T^{23}}}\\{\mathsf {T^{31}}}&{\mathsf {T^{32}}}&{\mathsf {T^{33}}}\end{vmatrix}}{\begin{vmatrix}{\mathsf {\vec {a}}}_{1}&{\mathsf {\vec {a}}}_{2}&{\mathsf {\vec {a}}}_{3}\end{vmatrix}}{\begin{vmatrix}{\mathsf {\vec {b}}}_{1}&{\mathsf {\vec {b}}}_{2}&{\mathsf {\vec {b}}}_{3}\end{vmatrix}}}}}
wo die senkrechten Striche |…| die Determinante bilden und die letzten beiden Determinanten den Spatprodukten der Basisvektoren entsprechen.

### Berechnung mit dem Skalarprodukt
Mit dem #Skalarprodukt „:“ von Tensoren lauten die Hauptinvarianten:
I1(T) = T:1,
I2(T) = 1⁄2 [(T:1)2−T⊤:T],
I3(T) = 1⁄3 cof(T):T.
Diese Formeln lassen sich in höhere Dimensionen übertragen, siehe Charakteristisches Polynom#Charakterisierung der Koeffizienten als Lösung eines linearen Gleichungssystems und Kofaktormatrix.
Speziell in drei Dimensionen gilt:
I2(T) = cof(T):1 = adj(T):1

### Berechnung mit dem äußeren Tensorprodukt
Das äußere Tensorprodukt „#“ ist in drei Dimensionen mittels des dyadischen- „⊗“ und des Kreuzprodukts „×“ definiert über
{\displaystyle {\mathsf {({\vec {a}}\otimes {\vec {g}})\#({\vec {b}}\otimes {\vec {h}}):=({\vec {a}}\times {\vec {b}})\otimes ({\vec {g}}\times {\vec {h}})}}}
Mit diesem und dem #Skalarprodukt „:“ von Tensoren bekommen die drei Hauptinvarianten die Darstellungen
I1(T) = 1⁄2 (T#1):1,
I2(T) = 1⁄2 (T#T):1,
I3(T) = 1⁄6 (T#T):T.
Hier zeigt sich 1⁄2 (T#T) = cof(T).

## Zusammenhang mit anderen Invarianten

### Eigenwerte
Die Eigenwerte λ1,2,3 eines Tensors zweiter Stufe sind die Lösungen p(λ)=0 seines charakteristischen Polynoms und ebenfalls Invarianten. Nach dem Satz von Vieta gilt:
I1 = λ1+λ2+λ3,
I2 = λ1λ2+λ2λ3+λ3λ1,
I3 = λ1λ2λ3.

### Betrag eines Tensors
Das Betragsquadrat eines Tensors
∥T∥2=T:T=Sp(T⊤·T)
definiert mit der Frobeniusnorm ∥(·)∥ und dem #Skalarprodukt „:“, lässt sich im Allgemeinen nicht mit den drei Hauptinvarianten darstellen. Es gelingt aber bei symmetrischen oder schiefsymmetrischen Tensoren.
Bei symmetrischen Tensoren ist T=T⊤ und daher
I2(T) = 1⁄2 [Sp(T)2−Sp(T·T)] = 1⁄2 [Sp(T)2−Sp(T⊤·T)] = 1⁄2 [I1(T)2−∥T∥2]
⇒ ∥T∥2=I1(T)2−2·I2(T)
Bei schiefsymmetrischen Tensoren ist T=−T⊤ und daher Sp(T)=−Sp(T)=0 sowie
I2(T) = 1⁄2 [Sp(T)2−Sp(T·T)] = 1⁄2 Sp(T⊤·T) = 1⁄2 ∥T∥2
⇒ ∥T∥2=2·I2(T)

### Spuren der Potenzen eines Tensors
Die drei Hauptinvarianten lassen sich auch mit den Spuren der Potenzen eines Tensors darstellen, die ebenfalls Invarianten sind. Sei T∈Lin(𝕍3,𝕍3) und
{\displaystyle {\mathsf {\mathrm {J} _{n}:=\mathrm {Sp} (\mathbf {T} ^{n}):=\mathrm {Sp} (\underbrace {\mathbf {T} \cdot \mathbf {T} \cdot \ldots \cdot \mathbf {T} } _{n{\text{-mal}}}),\quad n=1,2,3,\ldots \;,}}}
dann gilt
I1(T) = J1(T)
I2(T) = 1⁄2[J1(T)2−J2(T)],
I3(T) = 1⁄3[J3(T)−I1(T)·J2(T)+I2(T)·J1(T)].
Letzteres folgt aus dem Satz von Cayley-Hamilton
−T3+I1(T)·T2−I2(T)·T+I3(T)·1=0
wenn davon die Spur genommen wird. Weitere Formeln entstehen, wenn I2(T) durch J2(T) ausgedrückt wird oder umgekehrt:
I3(T) = 1⁄6[2·J3(T)−3·J1(T)·J2(T)+J1(T)3] = 1⁄3[J3(T)+3·I1(T)·I2(T)−I1(T)3]

## Eigenschaften

### Invarianz gegen zyklische Vertauschungen
Weil die charakteristischen Polynome det(A·X−λ1) und det(X·A−λ1) für zwei Tensoren zweiter Stufe A,X∈Lin(𝕍3,𝕍3) dieselbe Form aufweisen, gilt für alle Hauptinvarianten (k=1,2,3):
Ik(A·X) = Ik(X·A)
Mit X=B·C folgt daraus die zyklische Vertauschbarkeit der Tensoren in einem Matrizenprodukt:
Ik(A·B·C) = Ik(B·C·A) = Ik(C·A·B) für k=1,2,3

### Ableitungen der Hauptinvarianten
In der Hyperelastizität wird die Formänderungsenergie, die aufgebracht werden muss, um einen Körper zu verformen, manchmal als Funktion der Hauptinvarianten des Verzerrungstensors modelliert. Die Spannungen ergeben sich dann aus der Ableitung der Formänderungsenergie nach dem Verzerrungstensor, wofür die Ableitungen der Hauptinvarianten nach dem Verzerrungstensor benötigt werden. Daher lohnt es sich, diese Ableitungen bereitzustellen.
Die Ableitung einer skalarwertigen Funktion {\displaystyle f(\mathbf {T} )} nach dem Tensor T∈Lin(𝕍3,𝕍3) ist der Tensor A, für dessen #Skalarprodukt „:“ mit H gilt:
{\displaystyle \mathbf {A\,\colon H} =\left.{\frac {\mathrm {d} f(\mathbf {T} +s\mathbf {H} )}{\mathrm {d} s}}\right|_{s=0}\quad }für alle H∈Lin(𝕍3,𝕍3).
Dann wird auch
{\displaystyle {\frac {\mathrm {d} f}{\mathrm {d} \mathbf {T} }}=\mathbf {A} }.
geschrieben. So berechnen sich
{\displaystyle \left.{\frac {\mathrm {d} \operatorname {I} _{1}(\mathbf {T} +s\mathbf {H} )}{\mathrm {d} s}}\right|_{s=0}=\operatorname {I} _{1}(\mathbf {H} )=\mathbf {1} :\mathbf {H} }, daher {\displaystyle {\frac {\mathrm {d} \operatorname {I} _{1}(\mathbf {T} )}{\mathrm {d} \mathbf {T} }}=\mathbf {1} },
und
{\displaystyle {\begin{aligned}\left.{\frac {\mathrm {d} \operatorname {I} _{2}(\mathbf {T} +s\mathbf {H} )}{\mathrm {d} s}}\right|_{s=0}&=\left.{\frac {\mathrm {d} }{\mathrm {d} s}}{\frac {1}{2}}[\operatorname {I} _{1}(\mathbf {T} +s\mathbf {H} )^{2}-\mathrm {I} _{1}((\mathbf {T} +s\mathbf {H} )^{2})]\right|_{s=0}\\&=\left.{\frac {1}{2}}[2\operatorname {I} _{1}(\mathbf {T} +s\mathbf {H} )\operatorname {I} _{1}(\mathbf {H} )-2\operatorname {I} _{1}((\mathbf {T} +s\mathbf {H} )\cdot \mathbf {H} )]\right|_{s=0}\\&=\operatorname {I} _{1}(\mathbf {T} )\operatorname {I} _{1}(\mathbf {H} )-\operatorname {I} _{1}(\mathbf {T} \cdot \mathbf {H} ),\\{\text{daher }}{\frac {\mathrm {d} \operatorname {I} _{2}(\mathbf {T} )}{\mathrm {d} \mathbf {T} }}&=\operatorname {I} _{1}(\mathbf {T} )\mathbf {1} -\mathbf {T} ^{\top }.\end{aligned}}}
Mit dem charakteristischen Polynom und dem Determinantenproduktsatz zeigt sich bei det(T)≠0, sodass T−1 existiert:
{\displaystyle {\begin{aligned}\operatorname {det} (\mathbf {T} +s\mathbf {H} )&=\mathrm {det} \left(s\mathbf {T} \cdot \left({\frac {1}{s}}\mathbf {1} +\mathbf {T} ^{-1}\cdot \mathbf {H} \right)\right)=\operatorname {det} (\mathbf {T} )s^{3}\operatorname {det} \left(\mathbf {T} ^{-1}\cdot \mathbf {H} +{\frac {1}{s}}\mathbf {1} \right)\\&=\operatorname {det} (\mathbf {T} )s^{3}\left({\frac {1}{s^{3}}}+{\frac {1}{s^{2}}}\operatorname {I} _{1}(\mathbf {T} ^{-1}\cdot \mathbf {H} )+{\frac {1}{s}}\operatorname {I} _{2}(\mathbf {T} ^{-1}\cdot \mathbf {H} )+\operatorname {I} _{3}(\mathbf {T} ^{-1}\cdot \mathbf {H} )\right)\\&=\operatorname {det} (\mathbf {T} )[1+s\operatorname {I} _{1}(\mathbf {T} ^{-1}\cdot \mathbf {H} )+s^{2}\operatorname {I} _{2}(\mathbf {T} ^{-1}\cdot \mathbf {H} )+s^{3}\operatorname {I} _{3}(\mathbf {T} ^{-1}\cdot \mathbf {H} )].\end{aligned}}}
Daraus berechnet sich die Ableitung
{\displaystyle {\begin{aligned}\left.{\frac {\mathrm {d} }{\mathrm {d} s}}\operatorname {det} (\mathbf {T} +s\mathbf {H} )\right|_{s=0}&=\operatorname {det} (\mathbf {T} )\operatorname {I} _{1}(\mathbf {T} ^{-1}\cdot \mathbf {H} )=\operatorname {cof} (\mathbf {T} ):\mathbf {H} \\{\text{daher }}{\frac {\mathrm {d} \operatorname {I} _{3}(\mathbf {T} )}{\mathrm {d} \mathbf {T} }}&=\operatorname {cof} (\mathbf {T} )\end{aligned}}}
was sich auch aus Jacobis Formel ergibt. Mit der Darstellung der Determinante mit den #Spuren der Potenzen eines Tensors kann nachgewiesen werden, dass die letzten beiden Identitäten mit cof(T) auch für det(T)=0 gelten.

## Anwendungen
Die folgenden Beispiele zeigen die Benutzung der Hauptinvarianten in Materialtheorien und oft benutzten Materialmodellen:
1. Hookesches Gesetz: Der Spannungstensor {\displaystyle {\boldsymbol {\sigma }}} berechnet sich aus dem Verzerrungstensor {\displaystyle {\boldsymbol {\varepsilon }}} gemäß {\displaystyle {\boldsymbol {\sigma }}=2G\left({\boldsymbol {\varepsilon }}+{\tfrac {\nu }{1-2\nu }}{\color {red}\mathrm {I} _{1}({\boldsymbol {\varepsilon }})}\mathbf {1} \right)}. Darin ist {\displaystyle G} der Schubmodul und {\displaystyle \nu } die Querkontraktionszahl.
2. Hyperelastizität: Die Formänderungsenergiedichte ψ im Neo-Hooke Modell ist ψ=μ[I1(b)−3]. Darin ist μ ein Materialparameter und b der linke Cauchy-Green Tensor.
3. Plastizitätstheorie, Festigkeitslehre: Die v. Mises Vergleichsspannung {\displaystyle {\boldsymbol {\sigma }}_{v}={\sqrt {-3{\color {red}\mathrm {I} _{2}({\boldsymbol {\sigma }}^{\mathrm {D} })}}}} ist eine Funktion der zweiten Hauptinvariante des Spannungsdeviators {\displaystyle {\boldsymbol {\sigma }}^{\mathrm {D} }:={\boldsymbol {\sigma }}-{\tfrac {\color {red}\mathrm {I} _{1}({\boldsymbol {\sigma }})}{3}}\mathbf {1} }.
4. Inkompressibilität: Hier ist die dritte Hauptinvariante des Deformationsgradienten F an jedem materiellen Punkt konstant: I3(F)≡1.
5. Newtonsches Fluid: Das Materialmodell der klassischen Materialtheorie für das linear viskose, isotrope Fluid lautet σ=−p1+λSp(d)1+2μd. Darin ist d:=½(l+l⊤) der symmetrische Anteil des Geschwindigkeitsgradienten l.

## Beispiel
Es wird der Nachweis der Invarianz der Spur eines Tensors erbracht. Seien {\displaystyle {\vec {a}}_{1,2,3}} und {\displaystyle {\vec {b}}_{1,2,3}} zwei beliebige Basissysteme des 𝕍3 und
{\displaystyle \mathbf {T} =\sum _{i,j=1}^{3}T_{ij}{\vec {a}}_{i}\otimes {\vec {b}}_{j}\rightarrow \mathrm {Sp} (\mathbf {T} )=\sum _{i,j=1}^{3}T_{ij}{\vec {a}}_{i}\cdot {\vec {b}}_{j}}.
Beim Wechsel zu anderen Basen {\displaystyle {\vec {c}}_{1,2,3}} und {\displaystyle {\vec {d}}_{1,2,3}} mit dualen Basen {\displaystyle {\vec {c}}^{1,2,3}} und {\displaystyle {\vec {d}}^{1,2,3}} berechnen sich die neuen Koeffizienten {\displaystyle T_{ij}^{\mathrm {*} }} gemäß
{\displaystyle {\begin{aligned}\mathbf {T} =&\sum _{i,j=1}^{3}T_{ij}{\vec {a}}_{i}\otimes {\vec {b}}_{j}=\sum _{i,j,k,l=1}^{3}T_{ij}({\vec {a}}_{i}\cdot {\vec {c}}^{k}){\vec {c}}_{k}\otimes ({\vec {b}}_{j}\cdot {\vec {d}}^{l}){\vec {d}}_{l}\\=:&\sum _{k,l}T_{kl}^{\ast }{\vec {c}}_{k}\otimes {\vec {d}}_{l}=:\mathbf {T} ^{\ast }\\\rightarrow T_{kl}^{\ast }=&\sum _{i,j=1}^{3}T_{ij}({\vec {a}}_{i}\cdot {\vec {c}}^{k})({\vec {b}}_{j}\cdot {\vec {d}}^{l})\end{aligned}}}
Die Spur mit den neuen Koeffizienten {\displaystyle T_{kl}^{\ast }} ergibt sich also zu
{\displaystyle {\begin{aligned}\mathrm {Sp} (\mathbf {T} ^{\ast })=&\mathrm {Sp} \left(\sum _{k,l=1}^{3}T_{kl}^{\ast }{\vec {c}}_{k}\otimes {\vec {d}}_{l}\right)=\sum _{k,l=1}^{3}T_{kl}^{\ast }{\vec {c}}_{k}\cdot {\vec {d}}_{l}\\=&\sum _{i,j,k,l=1}^{3}T_{ij}({\vec {a}}_{i}\cdot {\vec {c}}^{k})({\vec {b}}_{j}\cdot {\vec {d}}^{l}){\vec {c}}_{k}\cdot {\vec {d}}_{l}\\=&\sum _{i,j,k,l=1}^{3}T_{ij}({\vec {a}}_{i}\cdot {\vec {c}}^{k}){\vec {c}}_{k}\cdot ({\vec {b}}_{j}\cdot {\vec {d}}^{l}){\vec {d}}_{l}=\sum _{i,j=1}^{3}T_{ij}{\vec {a}}_{i}\cdot {\vec {b}}_{j}=\mathrm {Sp} (\mathbf {T} )\end{aligned}}}
was zu zeigen war.